# Промискуитет
Промискуитет се нарича практиката на безразборен избор. Най-често терминът се употребява за сексуалните контакти и означава безразборно избиране на интимни партньори.
Понятието сексуална активност варира в различните култури. Думи като „женкар“, „фустогонец“, „Дон Жуан“, „Казанова“, „плейбой“, „курвар“, „играч“, "помияр" и др., характеризират този вид поведение при мъжете. За жените – „мръсница“, „курва“, „кучка“, „мъжеядка“, „шаврантия“, „парясница“, „мастия“, „парцал“, „тандръмия“, „курвентия“, „гювендия“, "разпоретина", "уличница", "мъжемелачка" и др.